# أسوار القمر (فلم)
أسوار القمر هو فيلم مصري عرض عام 2015، بطولة منى زكي وعمرو سعد وآسر ياسين، من تأليف محمد حفظي وإخراج طارق العريان،

## قصة الفيلم
تستفيق زينة (منى زكي) من إغماءة تعرضت لها لتجد نفسها فاقدة للبصر ولا تتذكر أي شيء مما حدث، لينتهي بها الأمر بصحبة أحمد (آسر ياسين) على مركبه، والذي يدخل في مطاردة محمومة مع رشيد (عمرو سعد)، وبعد جلوسها وحيدة في إحدى غرف المركب، تحاول زينة أن تسترجع كل ما حدث معها من خلال تسجيلاتها، بما في ذلك تفاصيل مثلث الحب الذي كانت هي نفسها أحد أضلاعه

## القصة كاملة
زينه (منى زكى) صحفية تكتب مقالات وتحاول ان تكتب القصة، ولكن قلة خبرتها بالمعاملات الانسانية، تحد من اقدامها على تلك التجربة، وقد تعرفت على المهندس احمد وتحابا، وعاش معها احمد فى رومانسية وحب أفلاطونى، ولكنه شعر انها مترددة فى حبه، لكونها لا تفرق بين حبها له وتعودها عليه، غير انها كانت خائفة من ابتعاده عنها، فقد كانت تشعر معه بالامان، كما كان يفعل كل شيئ تحبه، وامام ترددها فضل احمد الابتعاد عنها، وبعد ٣ شهور علمت انه خطب فتاة اخرى، وشعرت زينه انها فقدت الرجل الذى احبها، وفقدت الأمان، وسافرت للغردقة حيث إلتقت برشيد صاحب مركب الغطس، وانجذبت إليه من اول لقاء، وحدثها عن اسوار القمر العالية وإمكانية محادثة من فقدناهم اثناء كمال بدره، وزارت معه الجزيرة المنعزلة التى تحمل أسطورة العاشقين الذين فشلا فى التلاقى فإختاروا الموت معا، وعلمها التدخين والحشيش وشم الهيروين، وتزوجته بدون تفكير بعد ان أحبته، غير انه كان غيورا جداً، وكثيرا مايعاملها بقسوة وبسبب إدمانه كان يضربها، ثم يعود إليها منكسرا يطلب السماح، فترضخ امام دموعه، غير انه استمر على عادته حتى تسبب فى حادث سيارة نتج عنه فقد زينه لبصرها، وقررت خلعه فأقدم على الانتحار، ووعدته بالعودة إليه اذا دخل المستشفى للعلاج من الادمان، وتركته بالمستشفى لتلتقى مرة اخرى بأحمد الذى عاد إليها أكثر رومانسية وساعدها على كتابة قصتها بإهدائها جهاز تسجيل وتزوجها، غير ان كابوس محاولة انتحار رشيد ظل يطاردها، غير ان رشيد هرب من المستشفى ليسترد حبه لزينه، وحاول احمد وزينه الهرب من طريق رشيد، ولكن لحق بهم رشيد ودار صراع بينهما، وسقطت زينه لتفقد الذاكرة، وينتصر احدهم ويهرب ومعه زينه، بينما ظل الاخر يطاردهم، وزينه لاتعلم شيئا عن الاثنين ، وتوجهوا لمركب الغطس، وأخبرها خاطفها ان لديها جهاز تسجيل صغير سجلت عليه بصوتها كل شيئ، وسمح لها بإستعادة ماسجلته لتتذكر كل الأحداث، غير ان زينه لم تعرف من مختطفها الزوج ام الحبيب المكلوم، وتمكن الاخر من اللحاق بالمركب وتمكن من التغلب على الخاطف، وسعى للعثور على زينه التى فاجأته بضربة على رأسه وحبسه فى حجرة بالمركب، وانقذت مختطفها، ليخبرها انه رشيد(آسر ياسين) وان المحبوس هو احمد (عمرو سعد)، وحاولت زينه إنقاذ احمد ففشلت، وقادها رشيد للجزيرة المنعزلة بعد ان حرق المركب، واراد ان يموت مع زينه مثل الأسطورة، لكنه سقط وحده فى البئر وتمكن احمد من النجاة وأنقذ حبيبته زينه، التى كتبت قصتها الاولى واهدتها لمن منحها السعادة أو حتى منحها الامل، فربما من آذانا ذرع بداخلنا إصرار على الحياة، ولربما من ابكانا هو من جعل لإبتسامتنا معنى، وتقول اهداء الى القدر الذى أراد لى ان احيا دون نهار ويكون عمرى ليلا أستطيع ان ارسم فيه قولى، وأكمل عمرى الآتى بين اسوارى، اسوار القمر.

## طاقم التمثيل
| - منى زكي: زينة - عمرو سعد:رشيد - آسر ياسين:أحمد - سلوى محمد علي:والد زينة - محمد شاهين - تامر ضيائي - حمدي ندا (الطبيب) | - مروة الأزلي - هاني الصباغ - ماريا أونا - سمير عبدالرحيم - نادر فؤاد - أسامة فوزي - لجين (طفلة) | - أحمد عبدالحليم - أحمد كمال - محمد وليد - هبة سمير - سليمة شريف - كريم علي - ماجد يوسف |

## فريق العمل
| - وليد صبري (منتج) - الإخوة المتحدين (الإخوة المتحدين للسينما) (منتج) - علي عكاشة بركات (مشرف إنتاج) - خالد حسن (مدير الإنتاج) - عادل عبدالله (منتج فني) - أحمد ماهر (مدير الإنتاج) - شرشر رمضان (منتج منفذ) - ريمون رأفت (Visual effects) - هشام مصطفى (خدع بصرية) - أحمد القماش (خدع بصرية) | - محمود التركمان (خدع بصرية) - أحمد عاصم (خدع بصرية) - أحمد المرسي (مدير التصوير) - أحمد اللبابيدي ( فريق الكاميرا) - نزار شاكر (مصور) - طارق العريان (مخرج) - أحمد النجار (مخرج منفذ) - أسامة أبو العطا (مخرج منفذ) - محمد حفظي (مؤلف) | - تامر حبيب (شارك في كتابة الحوار) - محمد عبدالحسيب (محمد حسيب) (مكساج) - باسم الألفي (جيرافيست) - رفعت عبدالحكيم (منفذ الملابس) - مي جلال (ستايلست) - ياسر النجار (مونتير) - هالة محي الدين (مونتير مساعد) - سيد هاشم (منفذ خدع) - هشام نزيه (موسيقى تصويرية) |

- إخراج: طارق العريان
- تأليف: محمد حفظي
- إنتاج: الإخوة المتحدين للسينما
- مونتاج: ياسر النجار
- موسيقى تصويرية: هشام نزيه
- مدير التصوير: أحمد المرسي، نزار شاكر

## الإنتاج
استمر العمل في الفيلم على مدار 5 أعوام كاملة، حيث بدأ تصوير الفيلم في 2009 وتوقف لأكثر من مرة لأسباب إنتاجية استمرت لأكثر من 5 سنوات، إلى أن أعلن أبطال العمل انتهاء التصوير في عام 2012، وكان من المقرر طرحه وقتها للعرض قبل أن يتم التأجيل مرة أخرى دون أي أسباب.
وفي أكثر من مناسبة كان يؤكد أبطال الفيلم عدم علمهم بسبب توقف التصوير أو موعد عرضه.
وتحدد أكثر من مرة موعد لعرض الفيلم ولكن تم إلغاؤه بدون أي أسباب، فيما كشف مؤلف الفيلم محمد حفظي وقتها أن سبب توقف التصوير يرجع إلى أن الفيلم مختلف عن أي فيلم آخر، حيث يتطلب تنفيذه إمكانيات غير موجودة في مصر، لذلك تأجل موعد عرضه عدة مرات.

## وصلات خارجية
- مقالات تستعمل روابط فنية بلا صلة مع ويكي بيانات
- صفحة الفيلم على موقع السينما